# Pholidoscelis griswoldi
Pholidoscelis griswoldi (антигуанська амейва) — вид ящірок родини теїдових (Teiidae). Ендемік Антигуа і Барбуди.

## Поширення і екологія
Антигуанські амейви мешкають на Антигуа, Барбуді і сусідніх острівцях. Вони живуть в тропічних лісах, парках і садах. Живляться яйцями птахів, ящірками, безхребетними та відходами в людських поселеннях. Відкладають яйця.

## Збереження
МСОП класифікує стан збереження цього виду як близький до загрозливого. Pholidoscelis griswoldi загрожує знищення природного середовища та хижацтво з боку інтродукованих кішок.